# OKB
Un OKB, in russo Опытное конструкторское бюро?, Opytnoe konstruktorskoe bjuro, cioè Ufficio di progettazione sperimentale, era, durante l'epoca sovietica, un tipo di ufficio di progettazione (KB), facente parte di un'organizzazione impegnata nello sviluppo o produzione di apparecchiature e dispositivi o loro componenti, in cui un gruppo di ingegneri lavorava alla progettazione e alla creazione di prototipi nel campo della tecnologia avanzata, applicata prevalentemente in ambito militare, i quali, una volta approvati, venivano avviati alla produzione di massa nelle fabbriche statali. 
Ogni OKB era indicato dal numero della fabbrica nella quale era organizzato (o della fabbrica incaricata della realizzazione dei prototipi da esso progettati) e dall'affiliazione dipartimentale, ma spesso veniva anche chiamato col cognome dell'ingegnere capo (così, ad esempio, l'OKB-51 del Ministero dell'industria aeronautica diretto da Pavel Sukhoj, divenne l'OKB-Sukhoj). Alcuni uffici mantennero il proprio nome anche dopo la morte o la sostituzione del loro ingegnere capo.
In genere, questi uffici, relativamente piccoli, non erano pensati per una produzione di massa delle apparecchiature che progettavano, ma erano in grado di realizzare prototipi, che, una volta approvati, venivano avviati alla produzione nelle grandi fabbriche statali.

## Gli OKB
L'elenco che segue è solo indicativo, dato che i numeri degli OKB-non restarono gli stessi in diversi casi.
| OKB-1   | Sergej Pavlovič Korolëv Valentin Petrovič Gluško                                      | ricerche spaziali                              |
| OKB-2   | Aleksej Michajlovič Isaev                                                             | motori a razzo                                 |
| OKB-3   | Moskovskij aviacionnyj institut diretto da Ivan Pavlovič Bratuchin                    |                                                |
| OKB-4   | Mark Ruvimovič Bisnovat                                                               | missili                                        |
| OKB-7   | Il'ja Florent'evič Florov Aleksej Andreevič Borovkov                                  | aeroplani                                      |
| OKB-8   | Novator                                                                               | artiglieria                                    |
| OKB-9   | Fëdor Fëdorovič Petrov                                                                | artiglieria e missili antiaerei a lungo raggio |
| OKB-10  | Michail Fiodorovič Rešetnev                                                           | satelliti                                      |
| OKB-15  | Boris Gavrilovič Špital'nyj                                                           | artiglieria                                    |
| OKB-16  | Yakov Grigorevič Taubin Aleksandr Emmanuilovič Nudel'man Aleksandr Stepanovič Suranov | artiglieria                                    |
| OKB-17  | AO-KBP                                                                                | armi di alta precisione                        |
| OKB-19  | Arkadij Dmitrievič Švecov Pavel Aleksandrovič Soloviev                                | motori per l'aviazione                         |
| OKB-20  | Omskoe Motorostroitel’noe Konstruktorskoe                                             | motori per aeromobili                          |
| OKB-21  | Semën Michaloivič Alekseev                                                            | aerei sperimentali                             |
| OKB-23  | Vladimir Michajlovič Mjasiščev                                                        | aeroplani                                      |
| OKB-24  | Aleksandr Aleksandrovič Mikulin                                                       | motori                                         |
| OKB-30  | Scuola di aviazione di Mosca Grigorij Vasilyevič Kisunko                              |                                                |
| OKB-31  | Vadim Borisovič Šavrov (1936) Andreij Sergeyevič Moskalev                             | idrovolanti aeroplani                          |
| OKB-36  | Pjotr Alekseevič Kolesov Vladimir Alekseevič Dobrynin                                 | motori                                         |
| OKB-39  | Sergej Vladimirovič Il'jušin                                                          | aeroplani                                      |
| OKB-49  | Georgij Michajlovič Beriev                                                            | aerei (idrovolanti)                            |
| OKB-51  | Pavel Osipovič Suchoj                                                                 | aeroplani                                      |
| OKB-52  | Vladimir Nikolaevič Čelomej                                                           | motori per l'aviazione                         |
| OKB-82  | Aleksandr V. Potapalov                                                                |                                                |
| OKB-84  | Nikolaj Nikolaevič Polikarpov                                                         | aeroplani                                      |
| OKB-86  | Roberto Oros di Bartini (Robert Ludvigovič Bartini)                                   | aeroplani                                      |
| OKB-115 | Aleksandr Sergeyevič Yakovlev                                                         | aeroplani                                      |
| OKB-117 | Vladimir Yakovlevič Klimov                                                            | motori per aeromobili                          |
| OKB-120 | Konstantin Ivanovič Ždanov                                                            | propellenti                                    |
| OKB-134 | Vympel (Bandiera)                                                                     | missili per l'aviazione                        |
| OKB-140 |                                                                                       | componenti per il Tu-121                       |
| OKB-153 | Oleg Konstantinovič Antonov                                                           | aeroplani                                      |
| OKB-154 | Semën Ariyevič Kosberg, oggi AO Kbcha                                                 | motori a razzo a combustibile liquido          |
| OKB-155 | Artëm Ivanovič Mikojan Michail Iosifovič Gurevič                                      | aeroplani                                      |
| OKB-156 | Andrej Nikolaevič Tupolev                                                             | aeroplani                                      |
| OKB-165 | Archip Michajlovič Ljul'ka                                                            | motori per l'aviazione                         |
| OKB-207 | Aleksej Andreevič Borovkov Ilja Florentevič Florov                                    | aeroplani                                      |
| OKB-256 | Pavel Vladimirovič Cybin                                                              | aeroplani                                      |
| OKB-276 | Nikolaj Dmitriyevič Kuznecov                                                          | motori per l'aviazione                         |
| OKB-290 | Vladimir Alekseevič Šabalin                                                           | elettronica                                    |
| OKB-293 | Viktor Fëdorovič Bolhovitinov                                                         | aerorazzi                                      |
| OKB-296 | rinominata OKB-154 nel 1946                                                           |                                                |
| OKB-300 | Sergej Konstantinovič Tumanskij                                                       | motori per l'aviazione                         |
| OKB-301 | Semën Alekseevič Lavočkin                                                             | aeroplani                                      |
| OKB-329 | Michail Leont'evič Mil'                                                               | elicotteri                                     |
| OKB-339 | Fazotron-NIIR                                                                         | sistemi di controllo                           |
| OKB-385 | Makeyev Rocket Design Bureau                                                          | missili                                        |
| OKB-456 | Valentin Petrovič Gluško NPO Energomash                                               | motori a razzo                                 |
| OKB-478 | Aleksandr Georgievič Ivčenko                                                          | motori per l'aviazione                         |
| OKB-586 | Michail Kuz'mič Jangel'                                                               | missili e spazio                               |
| OKB-670 | Krasnaja Zvezda                                                                       | sedili eiettabili - missili                    |
| OKB-692 | Vladimir Grigorevič Sergeev                                                           | elettronica                                    |

## Gli SKB
Специальное конструкторское бюро, Special'noe konstruktorskoe bjuro, Ufficio di progettazione speciale.
| SKB-1 | Leonid Vasil’evič Kurčevskij                     | artiglieria per l'esercito | 1929      |
| SKB-1 | Gavalov                                          | corazze                    | 1937-41   |
| SKB-1 | Sinev Orlov                                      |                            | 1964      |
| SKB-2 | Efimov (1933) Ivanov (1933-36) Kotin (1937-1951) | corazze                    | 1932-1997 |
| SKB-3 |                                                  | elettronica                | 1959      |
| SKB-4 | Šavyrin                                          | artiglieria per l'esercito | 1936      |